# Томмази, Джованни Батиста (композитор)
Джованни Баттиста Томмази (ранее 1656 — 1692) — итальянский композитор и органист, работавший в Мантуе во второй половине XVII века.
Биографических подробностей о его жизни сохранилось крайне мало. Установлено, что с 1656 года он служил герцогу Мантуи Фердинандо Карло в качестве главного органиста. 2 октября 1679 года был назначен придворным капельмейстером, в 1681 году был капельмейстером базилики св. Андеря в Мантуе, а с 23 сентября 1685 года получал пенсию в размере 60 скудо.
Известно лишь две оперы его авторства, обе они посвящены Фердинандо Карло. Его опера «Sesto Tarquinio» была поставлена в 1679 году в Венеции.